# Kizzuwatna

Mapa hetyckiej Anatolii z zaznaczonym położeniem Kizzuwatny

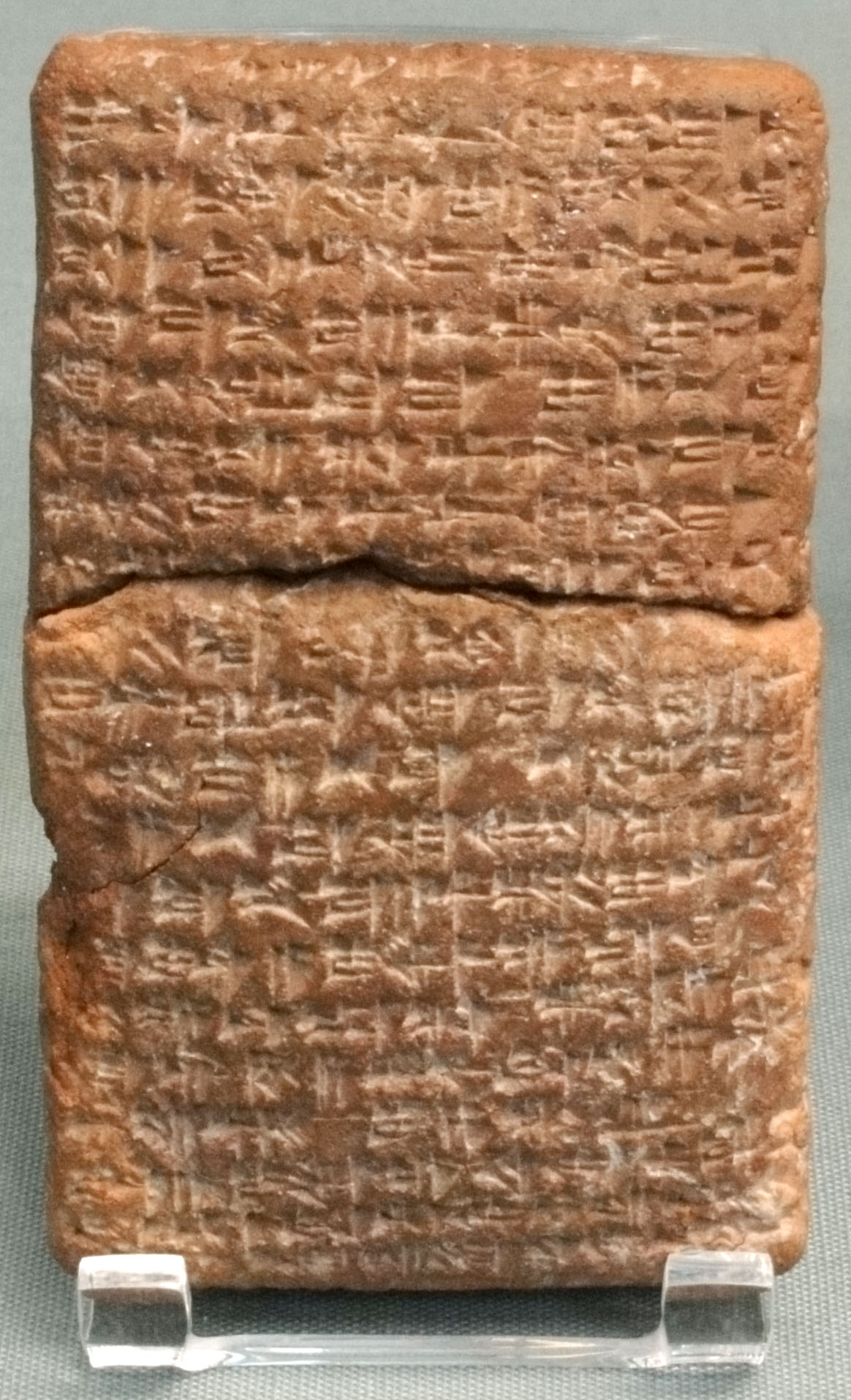
Traktat o wymianie uchodźców między Idrimim z Alalach a Pilliją (lub Palliją) z Kizzuwatny (około 1480 p.n.e.)

Kizzuwatna lub Kizzuwadna – nazwa starożytnego królestwa istniejącego w II tysiącleciu p.n.e. Położone było na wyżynach południowo-wschodniej Anatolii, niedaleko zatoki Aleksandretty. Otoczone było górami Taurus i rzeką Ceyhan. Główną miejscowością tego królestwa była Adanija (obecnie Adana), ważnym ośrodkiem kultowym Kummanni, a portem śródziemnomorskim Ura, która pośredniczyła w handlu pszenicą z Syrii poprzez Ugarit. W czasach późniejszym ten obszar był znany pod nazwą Cylicja. 